# Фімет
Фімет, також Тімет, або Фіметій (грец. Θυμοίτης) — персонаж давньогрецької міфології. Цар Афін у 1134—1126 роках до н. е. Згідно з Євсевієм Кессарійським, Фімет був останнім нащадком Тесея. Побічний син Оксінта.
Фімет свого старшого брата Афіданта і став царем Аттики За Фімета Меланф оселився в Аттиці. Фімет поступився владою Меланфові
Ім'я Фімета носив один з афінських демів
Фімет — троянець, який передбачив день народження хлопчика, який зруйнує Трою. Того самого дня народився Паріс, син царя Пріама.